# Yom HaShoah

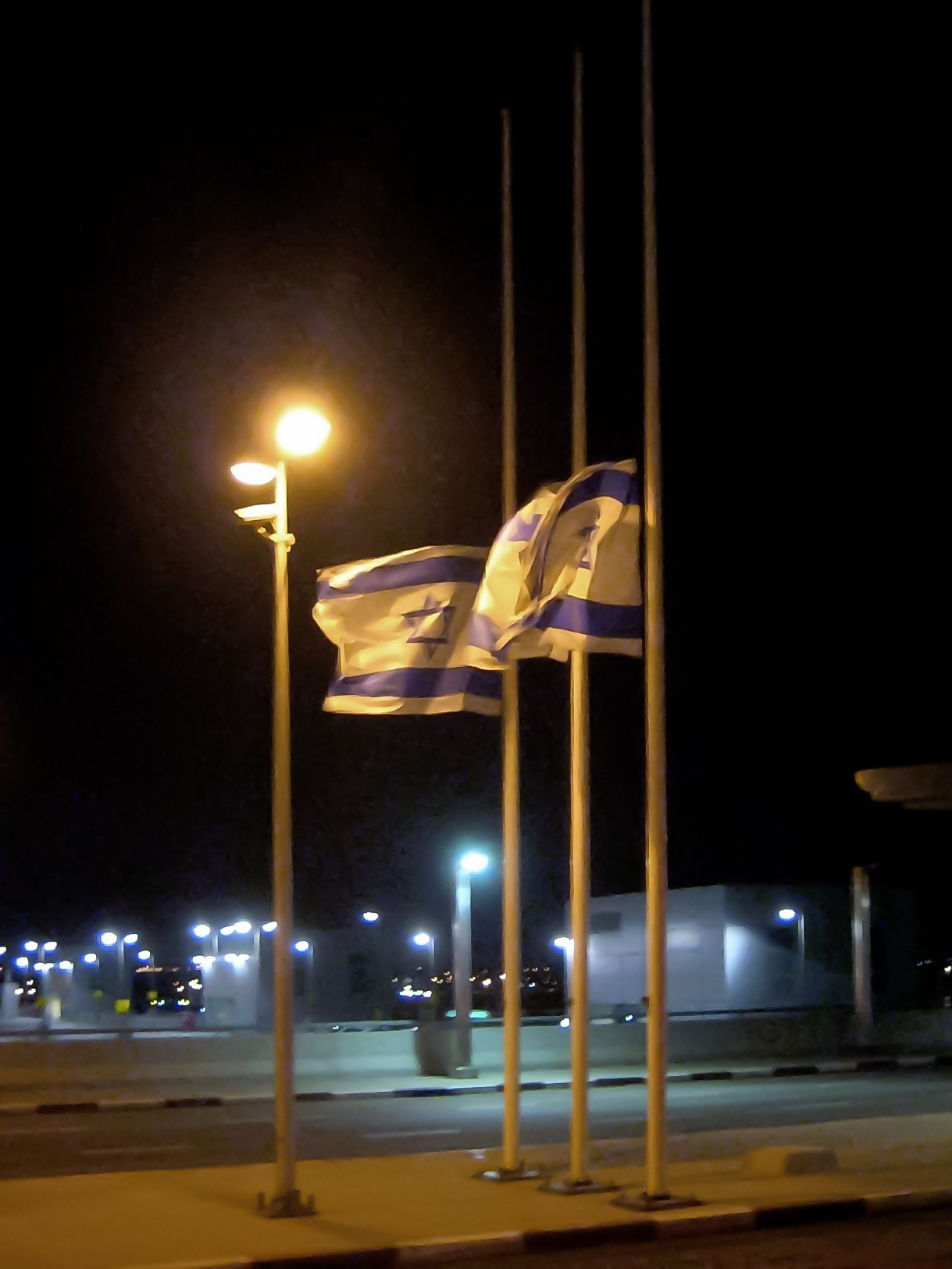
Yom HaShoah in Israele
bandiere a mezz'asta (2006)

Yom HaShoah (יום השואה yom ha-sho'āh), o "Giornata del ricordo dell'Olocausto", ricorre il ventisettesimo giorno di Nisan, nel calendario ebraico. Si tiene ogni anno in ricordo degli ebrei che furono uccisi durante l'Olocausto. Questo è un giorno di "vacanza nazionale" in Israele.
In origine fu proposto il giorno 15 di Nisan, l'anniversario della rivolta del ghetto di Varsavia (19 aprile 1943), ma fu subito scartato perché coincideva con il primo giorno di Pesach. Invece fu scelto il 27 essendo otto giorni prima del Yom Ha'atzma'ut, o giorno dell'indipendenza di Israele. Yom HaShoah fu istituzionalizzato da Israele nel 1959, e la legge fu firmata da David Ben-Gurion e Yitzhak Ben-Zvi, allora rispettivamente Primo ministro e presidente di Israele.

## Yom HaShoah nel calendario gregoriano
Yom HaShoah ricorre il ventisettesimo giorno di Nisan nel calendario ebraico, che varia anno per anno rispetto al calendario gregoriano; inoltre, quando il 27 Nisan coincide con un sabato o con un giorno contiguo al sabato, viene fissata una data diversa. Segue un elenco di anni recenti e futuri; si tenga presente che la ricorrenza inizia al tramonto dei giorni precedenti a quelli indicati qui di seguito:
- 2004: 18 aprile
- 2005: 5 maggio
- 2006: 25 aprile
- 2007: 15 aprile
- 2008: 1º maggio
- 2009: 21 aprile
- 2010: 11 aprile
- 2011: 1º maggio
- 2012: 18 aprile
- 2013: 8 aprile
- 2014: 28 aprile
- 2015: 15 aprile
- 2016: 4 maggio
- 2017: 24 aprile
- 2018: 12 aprile
- 2019: 1º maggio
- 2020: 21 aprile